# Axel Sternhagen
Axel Sternhagen, född 10 augusti 1876 i Göteborg, död 5 september 1911 i Alingsås, var en svensk målare, tecknare och grafiker.
Han var son till skeppsredaren Harald Ferdinand Emanuel Sternhagen och Hildegard Kjellberg. Sternhagen studerade vid Konstakademien i Stockholm 1897–1899 och deltog under studietiden i Axel Tallbergs etsningsskola. Omkring sekelskiftet vidareutbildade han sig i Paris. Han medverkade i utställningar med Konstföreningen för södra Sverige i Malmö, Svenska konstnärernas förenings utställningar i Stockholm och med Göteborgs konstföreningpå Valands. Hans konst består av landskap figurmotiv och porträtt utförda i olja, akvarell eller linjeetsning. En minnesutställning med hans konst visades i Göteborg kort efter hans död.